# Verónica Mendoza
Verónica Saraí Mendoza Lara (14 de septiembre de 1977) es una deportista salvadoreña que compitió en judo. Ganó tres medallas de bronce en el Campeonato Panamericano de Judo entre los años 2004 y 2010.

## Palmarés internacional
| Campeonato Panamericano | Campeonato Panamericano       | Campeonato Panamericano | Campeonato Panamericano |
| Año                     | Lugar                         | Medalla                 | Categoría               |
| ----------------------- | ----------------------------- | ----------------------- | ----------------------- |
| 2004                    | Isla de Margarita (Venezuela) | Medalla de bronce       | Abierta                 |
| 2009                    | Buenos Aires (Argentina)      | Medalla de bronce       | –70 kg                  |
| 2010                    | San Salvador (El Salvador)    | Medalla de bronce       | –70 kg                  |